# Джалалабад (родовище у Бангладеш)
Джалалабад (родовище у Бангладеш) — газове родовище на північному сході Бангладеш, розташоване за кілька кілометрів від околиці міста Сілхет.
Родовище належить до північно-східного завершення Бенгальського нафтогазоносного басейну, відомого також як басейн Сурма (останній пов'язаний із западиною Сурма, товщина осадкових порід у якій досягає 20 км). Поклади вуглеводнів належать до групи формацій Сурма, котра сформувалась у міоцені — пліоцені в умовах чергування дельти із домінівними припливами та мілководного моря. На Джелалабаді виявлено три продуктивні зони, які залягають на глибинах від 2503 до 2708 метрів.
Газ родовища містить переважно метан (96 %), а також етан (2,5 %), пропан та бутани (по 0,4 %). Невуглеводневі компоненти (азот, двоокис вуглецю) становлять лише 0,3 %.
Родовище відкрили у 1989 році, а видобуток тут почався у 1999-му. Станом на 2019 рік на Джалалабаді пробурили 9 свердловин, 7 з яких знаходились у експлуатації. При цьому видобувні запаси (категорії 2Р — доведені та ймовірні) оцінювались у 38 млрд м3 і такий саме обсяг вже був вилучений. Втім, провадилась переоцінка запасів, оскільки родовище продовжувало знаходитись у розробці — в 2019-му середньодобовий видобуток тут становив 6,8 млн м3 газу та біля 1,3 тисяч барелів конденсату.
В районі міста Сілхет діє розрахована на споживання природного газу ТЕС Сілхет (Кумаргаон). Також видача продукції споживачам може відбуватись через газотранспортний коридор Кайлаштіла – Ашугандж, до якого проклали перемичку завдовжки 15 км та діаметром 350 мм. Отриманий на родовищі конденсат подають через перемичку до конденсатопроводу Північ — Південь.
Родовище належить до блоку 13, який у 1993-му отримала на умовах угоди про розподіл продукції компанія Occidental. Надалі вона поступилась цим блоком енергетичному гіганту Chevron, котрий наразі виступає оператором розробки.